# Alma Juventus Fano 1906 2017-2018
Questa voce raccoglie le informazioni riguardanti l'Alma Juventus Fano 1906 nelle competizioni ufficiali della stagione 2017-2018.

## Divise e sponsor
Il fornitore tecnico per la stagione 2017-2018 è Joma, mentre gli sponsor ufficiali sono Namirial e Carifano (nel retro di maglia sotto la numerazione).
| 1ª divisa | 2ª divisa |

## Rosa
Dal sito internet ufficiale della società.
| N. |                   | Ruolo | Calciatore         |
| -- | ----------------- | ----- | ------------------ |
| 1  | Italia (bandiera) | P     | Mirco Miori        |
| 2  | Italia (bandiera) | D     | Gianmarco Fabbri   |
| 3  | Italia (bandiera) | D     | Marco Soprano      |
| 4  | Italia (bandiera) | C     | Stefano Capellupo  |
| 5  | Italia (bandiera) | D     | Manuel Ferrani     |
| 6  | Italia (bandiera) | D     | Filippo Gattari    |
| 7  | Italia (bandiera) | A     | Alberto Filippini  |
| 8  | Italia (bandiera) | C     | Giorgio Schiavini  |
| 9  | Italia (bandiera) | A     | Giordano Fioretti  |
| 10 | Italia (bandiera) | A     | Domenico Germinale |
| 11 | Italia (bandiera) | A     | Daniele Melandri   |
| 13 | Italia (bandiera) | D     | Stefano Lanini     |
| 14 | Italia (bandiera) | D     | Nicola Camilloni   |

| N. |                    | Ruolo | Calciatore         |
| -- | ------------------ | ----- | ------------------ |
| 15 | Italia (bandiera)  | D     | Rosario Maddaloni  |
| 16 | Ghana (bandiera)   | C     | Eklu Shaka Mawuli  |
| 17 | Italia (bandiera)  | C     | Vittorio Favo      |
| 18 | Italia (bandiera)  | C     | Federico Varano    |
| 19 | Italia (bandiera)  | C     | Alberto Torelli    |
| 20 | Italia (bandiera)  | D     | Andrea Masetti     |
| 21 | Italia (bandiera)  | A     | Alex Rolfini       |
| 22 | Senegal (bandiera) | P     | Demba Thiam        |
| 23 | Italia (bandiera)  | D     | Rosario Costantino |
| 24 | Italia (bandiera)  | C     | Armand Iannucci    |
| 25 | Italia (bandiera)  | C     | Luca Nacciariti    |
| 27 | Italia (bandiera)  | A     | Andrea Lazzari     |
| 30 | Uruguay (bandiera) | D     | Cristian Sosa      |

## Risultati

### Serie C

#### Girone di andata
| Arbitro: | Di Cairano (Ariano Irpino) |

|             |           |  |
| Torelli 59’ | Marcatori |  |

| Arbitro: | Capone (Palermo) |

|                            |           |             |
| Madonna 25’ Chinellato 45’ | Marcatori | 84’ Gattari |

| Arbitro: | Santoro (Messina) |

|  |           |            |
|  | Marcatori | 70’ Parodi |

| Arbitro: | Moriconi (Roma) |

|                 |           |              |
| Guerra 43’, 53’ | Marcatori | 1’ Germinale |

| Arbitro: | Tursi (Valdarno) |

|  |           |          |
|  | Marcatori | 32’ Papa |

| Arbitro: | Robilotta (Sala Consilina) |

|                           |           |                     |
| Romizi 45’ Giacomelli 52’ | Marcatori | 82’ (rig.) Fioretti |

| Arbitro: | Pashuku (Albano Laziale) |

|                              |           |                     |
| Fioretti 52’ Germinale 90+4’ | Marcatori | Gomez 34’ Pavan 61’ |

| Arbitro: | Zingarelli (Siena) |

|                                   |           |                           |
| Marchi 1’, 14’ (rig.) Kalombo 75’ | Marcatori | 34’ Germinale 51’ Torelli |

| San Benedetto del Tronto 29 ottobre 2017, ore 16:30 CET 11ª giornata | Sambenedettese     | 0 – 0 referto | Fano | Stadio Riviera delle Palme (4 195 spett.)\| Arbitro: \| Notilla (Molfetta) \| |
| Arbitro:                                                             | Notilla (Molfetta) |               |      |                                                                               |

| Arbitro: | Vigile (Cosenza) |

|              |           |  |
| Lombardo 79’ | Marcatori |  |

| Arbitro: | Marini (Trieste) |

|               |           |                |
| 36’ Germinale | Marcatori | 10’ Dalla Bona |

| Arbitro: | Guarnieri (Empoli) |

|                           |           |  |
| Colombi 38’ Mondonico 76’ | Marcatori |  |

| Arbitro: | Ricci (Firenze) |

|  |           |                |
|  | Marcatori | 19’ Costantino |

| Arbitro: | Raciti (Acireale) |

|             |           |             |
| Sodinha 42’ | Marcatori | 37’ Torelli |

| Arbitro: | Provesi (Treviglio) |

|               |           |  |
| Germinale 53’ | Marcatori |  |

| Arbitro: | Fontani (Siena) |

|                                 |           |              |
| Ventola 30’ Bacio Terracino 87’ | Marcatori | 86’ Melandri |

| Arbitro: | Marcenaro (Genova) |

|          |           |  |
| Sosa 79’ | Marcatori |  |

#### Girone di ritorno
| Arbitro: | Donda (Cormons) |

|                      |           |  |
| Minesso 45+3’ (rig.) | Marcatori |  |

| Arbitro: | Fiorini (Frosinone) |

|               |           |                      |
| Germinale 16’ | Marcatori | 90+4’ (rig.) Capello |

| Pordenone 20 gennaio 2018, ore 16:30 CET 22ª giornata | Pordenone                | 0 – 0 referto | Fano | Stadio Ottavio Bottecchia (1 400 spett.)\| Arbitro: \| Pashuku (Albano Laziale) \| |
| Arbitro:                                              | Pashuku (Albano Laziale) |               |      |                                                                                    |

| Arbitro: | Camplone (Pescara) |

|              |           |            |
| Fioretti 48’ | Marcatori | 32’ Voltan |

| 3 febbraio 2018 24ª giornata - Riposo |  | – |  |  |

| Arbitro: | Gualtieri (Asti) |

|            |           |                                  |
| Ronchi 45’ | Marcatori | 82’ Germinale 90’ (aut.) Ierardi |

| Arbitro: | Cipriani (Empoli) |

|  |           |             |
|  | Marcatori | 36’ Ferrari |

| Arbitro: | Vigile (Cosenza) |

|  |           |             |
|  | Marcatori | 47’ Mawulli |

| Arbitro: | Dionisi (L'Aquila) |

|  |           |            |
|  | Marcatori | 6’ Kalombo |

| 11 marzo 2018 29ª giornata - Riposo |  | – |  |  |

| Arbitro: | Zanonato (Vicenza) |

|              |           |              |
| Fioretti 51’ | Marcatori | 75’ Gelonese |

| Fano 21 marzo 2018, ore 20:30 31ª giornata | Fano              | 0 – 0 referto | Reggio Audace | Stadio Raffaele Mancini (1.261 spett.)\| Arbitro: \| De Santis (Lecce) \| |
| Arbitro:                                   | De Santis (Lecce) |               |               |                                                                           |

| Arbitro: | Robilotta (Sala Consilina) |

|                      |           |               |
| Germinale 21’ (Rig.) | Marcatori | 59’ Toninelli |

| Arbitro: | Tursi (Valdarno) |

|                          |           |  |
| Germinale 6’ Rolfini 74’ | Marcatori |  |

| Arbitro: | Garofalo (Torre del Greco) |

|                   |           |  |
| Fink 17’ Tait 40’ | Marcatori |  |

| Arbitro: | Curti (Milano) |

|            |           |  |
| Mawuli 39’ | Marcatori |  |

| Arbitro: | Annaloro (Collegno) |

|  |           |             |
|  | Marcatori | Rolfini 75’ |

| Fano 29 aprile 2018, ore 14:30 37ª giornata | Fano               | 0 – 0 referto | Teramo | Stadio Raffaele Mancini (2.511 spett.)\| Arbitro: \| Prontera (Bologna) \| |
| Arbitro:                                    | Prontera (Bologna) |               |        |                                                                            |

| Arbitro: | D'Apice (Arezzo) |

|  |           |            |
|  | Marcatori | 41’Lazzari |

### Girone C
| Squadra       | P.ti | G | V | N | P | GF | GS | DR |
| ------------- | ---- | - | - | - | - | -- | -- | -- |
| Ravenna       | 4    | 2 | 1 | 1 | 0 | 3  | 0  | +3 |
| Fano          | 4    | 2 | 1 | 1 | 0 | 2  | 0  | +2 |
| Santarcangelo | 0    | 2 | 0 | 0 | 2 | 0  | 5  | -5 |

## Coppa Italia Lega Pro
| Arbitro: | Fontani (Siena) |

|  |           |                            |
|  | Marcatori | 60’ Melandri 65’ Germinale |

| Fano 20 agosto 2017, ore 20:30 CEST 3ª giornata | Fano               | 0 – 0 referto | Ravenna | Stadio Raffaele Mancini\| Arbitro: \| Feliciani (Teramo) \| |
| Arbitro:                                        | Feliciani (Teramo) |               |         |                                                             |

## Statistiche
Statistiche aggiornate al 

### Statistiche di squadra
- Statistiche aggiornate al 2 Dicembre 2017.

| Competizione | Punti                 | In casa | In casa | In casa | In casa | In casa | In casa | In trasferta | In trasferta | In trasferta | In trasferta | In trasferta | In trasferta | Totale | Totale | Totale | Totale | Totale | Totale | D.R. |   |
| Competizione | Punti                 | G       | V       | N       | P       | Gf      | Gs      | G            | V            | N            | P            | Gf           | Gs           | G      | V      | N      | P      | Gf     | Gs     | D.R. |   |
| ------------ | --------------------- | ------- | ------- | ------- | ------- | ------- | ------- | ------------ | ------------ | ------------ | ------------ | ------------ | ------------ | ------ | ------ | ------ | ------ | ------ | ------ | ---- | - |
| Serie C      | 34                    | 17      | 5       | 7       | 5       | 12      | 11      | 17           | 4            | 4            | 9            | 13           | 20           | 34     | 9      | 11     | 14     | 25     | 31     | -6   |   |
| Coppa Italia | 2º turno eliminatorio | 1       | 0       | 1       | 0       | 0       | 0       | 0            | 1            | 1            | 0            | 0            | 2            |        | 2      | 1      | 0      | 0      | 0      | 2    | 2 |